# ويليام فورد تومسون
ويليام فورد تومسون (بالإنجليزية: William Forde Thompson)‏ هو عالم نفس أسترالي، ولد في 1957.